# Shazia Mirza
Shazia Mirza (nascida na Inglaterra) é uma comediante, atriz e escritora inglesa. Ela é mais conhecida por sua comédia stand-up e seus artigos nos jornais britânicos The Guardian e The Daily Telegraph.

## Infância e educação
Shazia Mirza nasceu em Birmingham, na Inglaterra, a filha mais velha de pais paquistaneses muçulmanos que se mudaram para lá na década de 1960.
Shazia Mirza leu Bioquímica na Universidade de Manchester e depois obteve um Certificado de Pós-Graduação em Educação na Goldsmiths, Universidade de Londres. Antes de iniciar sua carreira na comédia, Shazia foi professora de ciências na Langdon Park School, onde ensinou Dylan Mills, hoje conhecido como o pioneiro do grime Dizzee Rascal. Mais tarde, ela frequentou o Rose Bruford College, onde estudou atuação em meio período enquanto trabalhava como professora substituta, fazendo o último ano do curso em período integral.

## Carreira

### Stand-up comedy
Diz-se que sua comédia ultrapassa barreiras e, como comediante, ela é frequentemente chamada de 'corajosa'.

### Escrita
Shazia Mirza foi colunista do The Guardian entre 2008 e 2010. No passado, ela escreveu colunas para os jornais The New Statesman e Dawn.

### Televisão e rádio
Ela participou regularmente do painel da série de discussão tópica do Canal 5, The Wright Stuff, além de aparecer em outros programas de TV.
Em abril de 2007, ela apresentou um documentário na BBC Three chamado F *** Off, I'm a Hairy Woman.
Shazia Mirza também apareceu no reality shows Celebrity The Island com Bear Grylls no Canal 4 (2017) e no programa Celebs in Solitary do Canal 5 (2018).

## Reconhecimento
Shazia Mirza foi reconhecida pela BBC como uma das 100 mulheres mulheres mais inspiradoras de 2013.